# Tipula (Microtipula) crassistyla
Tipula (Microtipula) crassistyla is een tweevleugelige uit de familie langpootmuggen (Tipulidae). De soort komt voor in het Neotropisch gebied.